# Jonas De Roeck
Jonas De Roeck (Barcelona, 20 de desembre de 1979) és un exfutbolista professional belga, posteriorment entrenador.
Com a futbolista va jugar en diversos equips belgues fins a fitxar pel FC Augsburg d'Alemanya.